# Championnat d'Irak de football 1996-1997
Navigation
Saison précédente Saison suivante
La saison 1996-1997 du Championnat d'Irak de football est la vingt-troisième édition de la première division en Irak, l' Iraqi Premier League. La compétition se déroule sous la forme d'une poule unique où les seize meilleurs clubs du pays s'affrontent deux fois au cours de la saison, à domicile et à l'extérieur. En fin de saison, les trois derniers du classement sont relégués et remplacés par les trois meilleurs clubs de deuxième division.
C'est le club d'Al Qowa Al Jawia Bagdad qui remporte le championnat cette saison après avoir terminé en tête du classement final, avec deux points d'avance sur le triple tenant du titre, Al-Zawra'a SC et neuf sur Talaba SC. C'est le quatrième titre de champion d'Irak de l'histoire du club, qui réussit même le doublé en s'imposant en finale de la Coupe d'Irak face à Al Shorta Bagdad.

## Les clubs participants
| - Al Sina'a Bagdad - Al Shorta Bagdad - Najaf FC - Al Nafat Bagdad - Samarra FC - Salahaddin FC - Promu de D2 - Mossoul FC - Promu de D2 - Koot FC - Promu de D2 | - Al Qowa Al Jawia Bagdad - Al-Zawra'a SC - Talaba SC - Al-Karkh SC - Ramadi FC - Al Mina'a Bassora - Al Kadmiyah - Promu de D2 - Al Salikh - Promu de D2 |

## Compétition
Le barème de points servant à établir les classements se décompose ainsi :
- Victoire : 3 points
- Match nul : 1 point
- Défaite : 0 point

### Classement
| Rang | Équipe                   | Pts | J  | G  | N  | P  | Bp | Bc | Diff |
| ---- | ------------------------ | --- | -- | -- | -- | -- | -- | -- | ---- |
| 1    | Al Qowa Al Jawia BagdadC | 69  | 30 | 22 | 3  | 5  | 63 | 24 | +39  |
| 2    | Al-Zawra'a SCT           | 67  | 30 | 20 | 7  | 3  | 78 | 26 | +52  |
| 3    | Talaba SC                | 60  | 30 | 17 | 9  | 4  | 58 | 16 | +42  |
| 4    | Najaf FC                 | 59  | 30 | 18 | 5  | 7  | 52 | 26 | +26  |
| 5    | Al Shorta Bagdad         | 46  | 30 | 12 | 10 | 8  | 48 | 33 | +15  |
| 6    | Mossoul FCP              | 43  | 30 | 12 | 7  | 11 | 40 | 48 | -8   |
| 7    | Samarra FC               | 39  | 30 | 10 | 9  | 11 | 35 | 45 | -10  |
| 8    | Al Mina'a Bassora        | 37  | 30 | 9  | 10 | 11 | 22 | 32 | -10  |
| 9    | Al Nafat Bagdad          | 36  | 30 | 9  | 9  | 12 | 33 | 35 | -2   |
| 10   | Al Sina'a Bagdad         | 32  | 30 | 8  | 8  | 14 | 22 | 42 | -20  |
| 11   | Koot FCP                 | 31  | 30 | 8  | 7  | 15 | 34 | 43 | -9   |
| 12   | Salahaddin FCP           | 31  | 30 | 7  | 10 | 13 | 26 | 40 | -14  |
| 13   | Al SalikhP               | 28  | 30 | 7  | 7  | 16 | 27 | 46 | -19  |
| 14   | Al-Karkh SC              | 27  | 30 | 6  | 9  | 15 | 24 | 51 | -27  |
| 15   | Al KadmiyahP             | 26  | 30 | 6  | 8  | 16 | 20 | 35 | -15  |
| 16   | Ramadi FC                | 25  | 30 | 5  | 10 | 15 | 19 | 59 | -40  |

|  | Qualification pour la Coupe d'Asie des clubs champions 1998-1999     |
|  | Qualification pour la Coupe des Coupes 1998-1999                     |
|  | Relégation directe en deuxième division                              |
|  | T : Tenant du titre C : Vainqueur de la Coupe d'Irak P : Promu de D2 |

## Bilan de la saison
| Championnat d'Irak de football 1996-1997   |                                    |
| Champion                                   | Al Qowa Al Jawia Bagdad (4e titre) |
| Coupes et trophées                         |                                    |
| Vainqueur de la Coupe d'Irak 1996-1997     | Al Qowa Al Jawia Bagdad            |
| Qualifications continentales               |                                    |
| Coupe d'Asie des clubs champions 1998-1999 | Al Qowa Al Jawia Bagdad            |
| Coupe des Coupes 1998-1999                 | Talaba SC                          |
| Promotions et relégations                  |                                    |
| Promus en Iraqi Premier League             | Diyala FC                          |
| Promus en Iraqi Premier League             | Maysan FC                          |
| Promus en Iraqi Premier League             | Al Jaish Bagdad                    |
| Relégués en Iraqi Second League            | Al-Karkh SC                        |
| Relégués en Iraqi Second League            | Al Kadmiyah                        |
| Relégués en Iraqi Second League            | Ramadi FC                          |